# المعسال (الخبت)

تعديل مصدري - تعديل

المعسال هي إحدى قرى عزلة عبان بمديرية الخبت التابعة لمحافظة المحويت، بلغ تعداد سكانها 155 نسمة حسب تعداد اليمن لعام 2004.